# لغة أشتياني
أشتياني (آشتیانی) هي إحدى لهجات شمال غرب إيران ، يتحدثون بها منطقة أشتيان في إيران.
تعتبر أحيانًا على أنها لهجة انتقالية بين اللغات الإيرانية الشمالية الغربية والطاليشية وهي قريبة جدًا من الوفسية، ويتحدثون أيضًا اللغة الفارسية.